# Herza-Gebiet

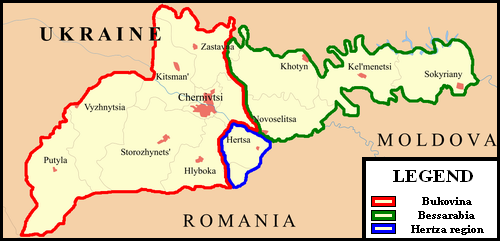
Historische Regionen: rot: nördliche Bukowina, blau: Herza, grün: nördliches Bessarabien

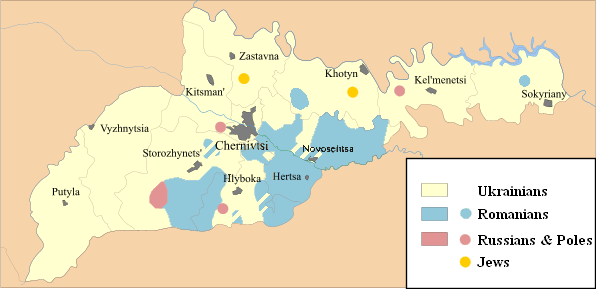
Ethnische Gebiete in der Oblast Czernowitz mit ukrainischen, rumänischen, russischen (lipowanischen) und jüdischen Bereichen angezeigt in weiß, blau, rot und gelb. September 2007

Das Herza-Gebiet (ukrainisch Край Герца Kraj Herza, rumänisch Ținutul Herța) ist ein Gebiet der Oblast Tscherniwzi in der südwestlichen Ukraine an der Grenze zwischen Rumänien und der Ukraine.
Es entspricht, bis auf die Gebiete von drei Dörfern (Poljana, Turjatka und Nyschni Syniwzi), die im Rajon Tscherniwzi liegen, einem Dorf (Bojaniwka), das im Rajon Nowoselyzja liegt, sowie vier nicht zum Gebiet gehörenden Dörfern (Bukiwzi, Mamornyzja, Ostryzja und Zuren) dem bis 2020 bestehenden Rajon Herza der Ukraine.
Die Bevölkerung betrug 2001 etwa 32.300 Menschen, von denen 93 % ethnisch Rumänen waren. Der Name leitet sich vom Hauptort des Gebietes, der Stadt Herza ab.
Das Territorium gehörte seit dem Mittelalter zum Fürstentum Moldau, wurde Mitte des 19. Jahrhunderts ein Teil Rumäniens (in der Region Moldau) und wurde ab dem 28. Juni 1940 von der Sowjetunion besetzt und der Ukrainischen SSR angegliedert. Es wurde von Rumänien als Bündnispartner der Achsenmächte nach dem Überfall auf die Sowjetunion an der Ostfront des Zweiten Weltkrieges 1941 zurückerobert, dann aber 1944 von der Roten Armee wieder eingenommen. Die Annexion des Territoriums wurde durch die Pariser Friedensverträge im Jahre 1947 international anerkannt.
Rumänien und die Ukraine haben ein Grenzabkommen ratifiziert und unterzeichnet und sind Mitunterzeichner internationaler Verträge und Allianzen, die jegliche territorialen Ansprüche verurteilen.